# Eddie Na
Eddie Na (12 febbraio 1996) è un calciatore statunitense nato a Guam, attaccante del PLU Lutes.

## Carriera

### Club
Ha iniziato la carriera nel 2014 con il PLU Lutes.

### Nazionale
Ha esordito in Nazionale il 19 marzo 2016 nell'amichevole persa per 3-2 contro il Taiwan.

## Statistiche

### Cronologia presenze e reti in Nazionale
| Cronologia completa delle presenze e delle reti in nazionale ― Guam | Cronologia completa delle presenze e delle reti in nazionale ― Guam | Cronologia completa delle presenze e delle reti in nazionale ― Guam | Cronologia completa delle presenze e delle reti in nazionale ― Guam | Cronologia completa delle presenze e delle reti in nazionale ― Guam | Cronologia completa delle presenze e delle reti in nazionale ― Guam | Cronologia completa delle presenze e delle reti in nazionale ― Guam | Cronologia completa delle presenze e delle reti in nazionale ― Guam |
| Data                                                                | Città                                                               | In casa                                                             | Risultato                                                           | Ospiti                                                              | Competizione                                                        | Reti                                                                | Note                                                                |
| ------------------------------------------------------------------- | ------------------------------------------------------------------- | ------------------------------------------------------------------- | ------------------------------------------------------------------- | ------------------------------------------------------------------- | ------------------------------------------------------------------- | ------------------------------------------------------------------- | ------------------------------------------------------------------- |
| 19-03-2016                                                          | Taipei                                                              | Taiwan                                                              | 3 – 2                                                               | Guam                                                                | Amichevole                                                          | -                                                                   | 79’                                                                 |
| 24-03-2016                                                          | Mascate                                                             | Oman                                                                | 1 – 0                                                               | Guam                                                                | Qual. Mondiali 2018                                                 | -                                                                   | 74’                                                                 |
| Totale                                                              |                                                                     | Presenze                                                            | 2                                                                   |                                                                     | Reti                                                                | 0                                                                   |                                                                     |